# Félix Barbe

a Compétitions nationales et continentales officielles uniquement.

Félix Barbe, né le 16 février 1885 à Perpignan et mort le 14 décembre 1981 dans la même ville, est un joueur français de rugby à XV ayant joué au poste de trois-quarts centre à l'AS Perpignan.

## Biographie
Félix Barbe était de ceux qui fondèrent l'Association sportive perpignanaise (ancêtre de l'Union sportive Arlequins perpignanais) le 13 septembre 1902. Avec son club, il gravit tous les échelons jusqu'au titre de Champion de France en 1914 en passant par celui de Champion de France de 2e série en 1911.
D'abord demi d'ouverture, il est replacé en 1912 au centre de l'attaque catalane par le technicien gallois Rowland Griffiths qui lui préfère à ce poste le jeune Aimé Giral (16 ans).
Il est le premier capitaine d'une équipe perpignanaise à remporter le championnat de France, en 1914. Lors de la finale, il harangue ses équipiers en lançant "Ouvrez ! Ouvrez !" alors que l'ASP est menée 7 à 0 par le Stadoceste tarbais. Il inscrit le second essai de son équipe à la 76e minute du match. La transformation de cet essai réussie en coin par Aimé Giral fait passer l'ASP en tête pour la première fois de la rencontre.
Appelé au front lors de la première guerre mondiale, plus jamais il ne porte le maillot de l'ASP. Dans la vie civile, il pratique le négoce viticole.

## Palmarès avec l'AS Perpignan
- Champion de France en 1914
- Champion de France de 2e série en 1911
- Champion du Languedoc en 1905, 1906, 1907, 1908, 1909, 1910, 1911, 1913 et 1914